# 1145
Évszázadok: 11. század – 12. század – 13. század
Évtizedek: 1090-es évek – 1100-as évek – 1110-es évek – 1120-as évek – 1130-as évek – 1140-es évek – 1150-es évek – 1160-as évek – 1170-es évek – 1180-as évek – 1190-es évek
Évek: 1140 – 1141 – 1142 – 1143 –  1144 – 1145 – 1146 – 1147 – 1148 – 1149 – 1150

## Események

### Határozott dátumú események
- február 15. – Bernardo Paganellit, az újonnan alapított cisztercita Tre Fontane monostorának apátját választják pápává, aki a III. Jenő nevet veszi fel.[1]
- december 1. – III. Jenő pápa kiadja a Quantum predecessores kezdetű bulláját, mely megtiltja, hogy a távollévő keresztes javai ellen bármiféle keresetet indítsanak, továbbá a keresztes hadjárat idejére elengedi a fennálló adósságok utáni kamat fizetését.[2][3]

### Határozatlan dátumú események
- az év folyamán –
  - Borisz, Könyves Kálmán törvénytelen fia III. Konrád német-római császárhoz és II. Henrik osztrák herceghez fordul segítségért a korona megszerzése érdekében; uralkodói engedéllyel sereget toboroz a birodalom területén II. Géza magyar király ellen.[4]
  - A chartres-i Notre Dame székesegyház építésének kezdete.
  - Nur ad-Din hatalomra jutása Szíriában.

## Születések
- Capet Mária, Champagne grófnője

## Halálozások
- február 15. – II. Luciusz pápa[5]